# Inga Thorsson
Inga Margarete Thorsson, née Sjöbäck le 3 juillet 1915 à Malmö et morte le 15 janvier 1994 à Stockholm, est une diplomate et femme politique suédoise, membre du Parti social-démocrate suédois des travailleurs.

## Biographie
Elle est experte à l'Organisation internationale du travail (OIT) à Genève entre 1950 et 1952. Entre 1958 et 1962, elle travaille dans le domaine des affaires sociales à Stockholm. Elle a été présidente de la Fédération suédoise des femmes social-démocrates de 1952 à 1964. Elle est également députée.
Employée par le ministère des Affaires étrangères à partir de 1962, elle a été membre du conseil du Comité d'assistance internationale (Nämnden för internationellt bistånd, NIB) entre 1962 et 1963, ambassadrice en Israël entre 1964 et 1966 puis entre 1967-1970 et ambassadrice aux Nations unies en 1966 puis entre 1970 et 1982. En 1970, elle a travaillé comme experte au ministère des Affaires étrangères.
Elle est déléguée de la Suède à la Conférence sur les questions internationales relatives à la population et à l'environnement (1972-1975) et présidente de la délégation suédoise à la Conférence sur le désarmement à Genève (1974-1982). Elle a été membre du conseil scientifique de l'Institut international de recherche sur la paix de Stockholm (SIPRI) en 1992.

## Vie privée
Mariée à Sture Thorsson (1895-1979), elle est la mère de Leif Thorsson (en) et Anders Thorsson.

## Honneur
Elle est faite docteur honoris causa de l'université de Göteborg en 1987.

## Ouvrages
- Article Utredningen om samband mellan nedrustning och utveckling (In pursuit of disarmament : conversion from military to civil production in Sweden), Stockholm, Liber/Allmänna förlaget, 1984-1985 
  - Deltitel Volym 1 A, Background, facts and analyses, Stockholm, 1984
  - Deltitel Volym 1 B, Summary, appraisals and recommendations
  - Deltitel Volym 2, Special reports, Stockholm 1985
- Ett nytt globalt tänkande - svårt men nödvändigt, Göteborg, 1987
- I skuggan av kärnvapen, Göteborg, 1985
- Ett av inläggen i Tio debattinlägg om svensk säkerhetspolitik, Stockholm, Centralförbundet Folk och försvar, 1985
- För Sverige i världen (19 inlägg i debatten om Sveriges roll i dagens värld: tal 1971-1974), Malmö, Arbetet, 1974.
- Redaktör för Kärnvapnen, Sverige och världen av idag : Sveriges socialdemokratiska kvinnoförbunds 11:e kongress, 2-5 maj 1964, Stockholm, 1964.
- Att internationalisera Sverige, Stockholm, 1971
- U-ländernas sociala situation : en FN-rapport om Afrika, Asien och Latinamerika, Stockholm/Solna, 1972.
- Ett mänskligare samhälle, Stockholm, 1960.
- Abort - varför?, 1953